# Parafia św. Marii Magdaleny w Darmstadt
Parafia św. Marii Magdaleny – prawosławna parafia w Darmstadt działająca od 1938. Jej siedzibą jest dawna domowa cerkiew wzniesiona przez cara Mikołaja II z okazji zaręczyn z księżniczką heską Alicją, późniejszą Aleksandrą Fiodorowną. 
Parafia powstała po zrzeczeniu się budynku cerkwi przez ambasadę Związku Radzieckiego w Niemczech. Władze lokalne przekazały wówczas obiekt jedynej akceptowanej na terenie Niemiec nazistowskich rosyjskiej prawosławnej organizacji kościelnej – Rosyjskiemu Kościołowi Prawosławnemu poza granicami Rosji. W latach 40. i 50. parafia liczyła ok. 200 wiernych, jednak dopiero po 1987 (przy podobnym stanie liczebnym) regularnie zaczęto w niej odprawiać nabożeństwa, co dwa tygodnie. 